# 제18회 청룡영화상
제18회 청룡영화상은 1997년 12월 12일에 열린 시상식이다.

## 수상 및 후보

### 최우수 작품상
- 초록물고기
- 고스트 맘마 - (주)한컴
- 비트 - 우노필름
- 접속 - 명필름
- 창 - 태흥영화사

### 감독상
- 초록물고기 - 이창동 수상
- 비트 - 김성수
- 나쁜 영화 - 장선우
- 접속 - 장윤현
- 창 - 임권택

### 남우주연상
- 초록물고기 - 한석규 수상
- 고스트 맘마 - 김승우
- 비트 - 정우성
- 모텔 선인장 - 박신양
- 깡패 수업 - 박중훈

### 여우주연상
- 창 - 신은경 수상
- 깊은 슬픔 - 강수연
- 초록물고기 - 심혜진
- 고스트 맘마 - 최진실
- 접속 - 전도연

### 남우조연상
- 넘버 3 - 송강호 수상
- 마리아와 여인숙 - 김상중
- 초록물고기 - 동방우
- 억수탕 - 서태화
- 비트 - 임창정

### 여우조연상
- 창 - 정경순 수상
- 고스트 맘마 - 박상아
- 넘버3 - 방은희
- 깡패 수업 - 조은숙
- 접속 - 추상미

### 신인남우상
- 패자부활전 - 장동건 수상
- 올가미 - 박용우
- 넘버3 - 송강호
- 체인지 - 정준
- 깊은 슬픔 - 황인성

### 신인여우상
- 접속 - 전도연 수상
- 체인지 - 김소연
- 패자부활전 - 김희선
- 쁘아종 - 이수아
- 올가미 - 최지우

### 신인감독상
- 넘버 3 - 송능한 수상
- 그는 나에게 지타를 아느냐고 물었다 - 구성주
- 초록물고기 - 이창동
- 접속 - 장윤현
- 고스트 맘마 - 한지승

### 촬영상
- 창 - 전조명 수상

### 기술상
- 초록물고기 - 이동준 수상

### 각본상
- 넘버 3 - 송능한 수상

### 인기스타상
- 한석규 수상
- 박중훈 수상
- 신은경 수상
- 최진실 수상

### 한국영화 최다관객상
- 접속 - 명필름 수상

### 정영일영화평론가상
- 강한섭 수상

### 시나리오 공모대상
- 정진완 수상
- 미술관 옆 동물원 - 이정향 수상

### 특별공로상
- 정일성 수상